# Arctosa deserta
Arctosa deserta är en spindelart som först beskrevs av O. Pickard-Cambridge 1872.  Arctosa deserta ingår i släktet Arctosa och familjen vargspindlar.
Artens utbredningsområde är Syrien. Inga underarter finns listade i Catalogue of Life.